# Champeigne
Champeigne este o arie protejată (arie de protecție specială avifaunistică — SPA) din Franța întinsă pe o suprafață de 13.733 ha, integral pe uscat.

## Localizare
Centrul sitului Champeigne este situat la coordonatele 47°13′30″N 0°58′00″E / 47.225°N 0.96667°E.

## Înființare
Situl Champeigne a fost declarat arie de protecție specială avifaunistică în baza directivei 79/409 din 1979 referitoare la conservarea păsărilor sălbatice pentru a proteja 11 specii de animale.

## Biodiversitate
Situată în ecoregiunea atlantică, aria protejată nu include niciun habitat protejat.
La baza desemnării sitului se află mai multe specii protejate de  păsări (11): ciuf de câmp (Asio flammeus), pasărea ogorului (Burhinus oedicnemus), șerpar (Circaetus gallicus), erete vânăt (Circus cyaneus), erete cenușiu (Circus pygargus), șoim de iarnă (Falco columbarius), sfrâncioc roșiatic (Lanius collurio), culic mare (Numenius arquata), ploier auriu (Pluvialis apricaria), spârcaci (Tetrax tetrax), nagâț (Vanellus vanellus).
Pe lângă speciile protejate, pe teritoriul sitului au mai fost identificate 6 specii de păsări.